# Quavo
Quavo, pseudonimo di Quavious Keyate Marshall (Athens, 2 aprile 1991), è un rapper e produttore discografico statunitense.

## Biografia
Quavious Keyate Marshall è nato il 2 aprile 1991 ad Athens, in Georgia. La madre di Marshall era una parrucchiera mentre suo padre morì precocemente quando aveva appena tre anni. I tre membri dei Migos sono cresciuti insieme nella contea di Gwinnett, una zona prevalentemente suburbana a mezz'ora a nord-est di Atlanta. Marshall ha frequentato la Berkmar High School ed è stato il quarterback della sua squadra di football durante la stagione 2009 nonostante abbia terminato la stagione di football per il suo ultimo anno, Marshall lasciò la scuola mesi prima del diploma.

### Carriera
I Migos sono stati fondati nel 2009 da Quavo, Takeoff e Offset. I tre membri sono direttamente imparentati e sono stati cresciuti insieme dalla madre di Quavo. Quavo è lo zio di Takeoff, e Offset è il cugino di Quavo. Il gruppo era originariamente conosciuto come Polo Club ed è originario di Lawrenceville, in Georgia. Il gruppo alla fine ha deciso di cambiare il nome in "Migos" dopo che il marchio di abbigliamento Polo è andato fuori moda. I Migos hanno pubblicato il loro primo progetto completo, un mixtape intitolato Juug Season, il 25 agosto 2011. È seguito il mixtape No Label, il 1 giugno 2012. 
Nel 2013, i Migos sono cresciuti di popolarità grazie al singolo Versace. Successivamente è stato pubblicato un remix della canzone con la collaborazione del rapper canadese Drake, che ha raggiunto la posizione 99 nella Billboard Hot 100.
Dopo il successo di Culture, secondo album in studio dei Migos, che ha raggiunto il primo posto nella classifica Billboard 200 degli Stati Uniti, Quavo è stato richiesto nel corso del 2017 per vari featuring in diverse canzoni popolari, tra cui Congratulations di Post Malone, I'm the One di DJ Khaled, Portland di Drake e Strip That Down di Liam Payne. In un'intervista con GQ, il rapper di Houston Travis Scott, con il quale Quavo aveva lavorato in passato per i brani Oh My Dis Side e Pick Up the Phone, ha rivelato di avere un album collaborativo con Quavo in lavorazione.
Nel 2017 collabora con Lil Uzi Vert e Travis Scott nel brano Go Off singolo estratto dalla colonna sonora del film Fast & Furious 8. Nello stesso anno ha collaborato con i Major Lazer, Travis Scott e Camila Cabello nel brano Know No Better.
Nel 2018 collabora con il rapper italiano Sfera Ebbasta nel brano Cupido contenuto nell’album Rockstar.
Il 16 gennaio 2018 annuncia tramite social network l'uscita di Culture II, terzo album in studio dei Migos, pubblicato il 26 gennaio.
Il 18 maggio 2019, Quavo ha cantato Future al fianco di Madonna alla grande finale dell'Eurovision Song Contest 2019.
Il 7 febbraio 2020 compare nella canzone Intentions terzo estratto dell'ultimo album del cantante Justin Bieber.

## Vita privata
Marshall ha ricevuto l'MVP Award durante l'NBA All-Star Celebrity Game del 2018 dopo una prestazione e una vittoria di 19 punti. Nel 2019, Marshall ha giocato nel roster "Away" durante l'NBA All-Star Celebrity Game al Colosseo di Bojangles a Charlotte, nel North Carolina.

### Questioni legali
Il 18 aprile 2015, le autorità hanno interrotto un concerto dei Migos alla Georgia Southern University e hanno arrestato tutti e tre i membri del gruppo, oltre a diversi membri del loro entourage. Quavo fu accusato di possesso di un narcotico non specificato, possesso di marijuana, possesso di un'arma da fuoco in una zona di scuola e possesso di un'arma da fuoco durante la commissione di un crimine. Fu rilasciato dal carcere per obbligazioni, e in seguito non si appellò a nessuna accusa di marijuana e ricevette una condanna di 12 mesi, che fu sospesa in base al pagamento della cauzione.
A seguito di una sparatoria nella notte del 31 ottobre 2022, è rimasto ferito mentre suo nipote, nonché amico e compagno, Takeoff è stato dichiarato morto.

## Discografia

### Da solista

#### Album in studio
- 2017 – Huncho Jack, Jack Huncho (con Travis Scott come Huncho Jack)
- 2018 – Quavo Huncho
- 2022 – Only Built for Infinity Links (con Takeoff)
- 2023 – Rocket Power

#### Singoli
- 2016 – Champions (con Kanye West, Gucci Mane, Big Sean, 2 Chainz, Travis Scott, Yo Gotti e Desiigner)
- 2016 – Whippin (ft. Chris Brown e Smoke Boys)
- 2016 – Cuffed Up (ft. PartyNextDoor)
- 2016 – Trapstar
- 2016 – No Hook (ft. Lil Yachty)
- 2017 – Go Off (con Lil Uzi Vert e Travis Scott)
- 2017 – Ice Tray (con Quality Control e Lil Yachty)
- 2017 – Blow like a Whistle (con Quality Control e YRN Lingo)
- 2017 – Hellcat (con Quality Control)
- 2017 – Holiday (con Quality Control ft. Lil Yachty)
- 2017 – She for Keeps (con Quality Control e Nicki Minaj)
- 2017 – South Africa (con Quality Control)
- 2017 – Wake Up and Cook Up (ft. Zaytoven e 2 Chainz)
- 2017 – Paper Over Here
- 2017 – Too Hotty (con , Takeoff e Offset)
- 2017 – Finessin (ft. Seff tha Gaffla)
- 2017 – Ahora Me Llama (Remix) (con Karol G e Bad Bunny)
- 2018 – Workin Me
- 2018 – Lamb Talk
- 2018 – Bubble Gum
- 2018 – Pass Out (ft. 21 Savage)
- 2018 – Magical Poof (ft. Lil Yachty e JBAN$2)
- 2019 – Bacc At It Again (con Yella Beezy e Guccii Mane)
- 2019 – Too Much Shaft (con Saweetie)
- 2019 – In Da Trap (ft. Lost God, Flippa e Mo Bucks)
- 2019 – Pose to Do (ft. French Montana e Lil Pump)
- 2019 – Double Trouble (con Quality Control e Meek Mill)
- 2019 – Broke Leg (con Tory Lanez e Tyga)
- 2019 – A Million (ft. Veronica Vega)
- 2019 – That's Tuff (ft. Rich the Kid)
- 2020 – Lottery (Renegade) (Quavo Remix) (con K Camp)
- 2020 – Open House (ft. Street Bud)
- 2020 – Too Blessed (con Rich the Kid e Takeoff)
- 2020 – Get It Up (ft. Telly Mac)
- 2021 – Strub tha Ground (con Yung Miami)
- 2022 – Hotel Lobby (Unc & Phew) (con Takeoff)
- 2022 – Us vs. Them (con Takeoff e Gucci Mane)
- 2022 – Big Stunna (con Takeoff e Birdman)
- 2022 – Nothing Changed (con Takeoff)
- 2022 – See Bout It (con Takeoff e Mustard)
- 2022 – Shooters Inside My Crib
- 2023 – Without You
- 2023 – Greatness
- 2023 – Honey Bun
- 2023 – Yessir (con R-Mean e Scott Storch)
- 2023 – Baby (con Anuel AA ft. DJ Luian e Mambo Kingz)
- 2023 – Turn Yo Clic Up (con Future)
- 2023 – Swim (con Swxm)
- 2023 – Didn't Come To Play (con Lil Darius)
- 2024 – RNS (con ATL Jacob)
- 2024 – What We Doing!? (ft. Bushi)
- 2024 – Himothy
- 2024 – Real One (con Rich the Kid)
- 2024 – Potato Loaded (con Destroy Lonely)
- 2024 – Tender
- 2024 – Over Hoes and Bitches
- 2024 – Manigueta (ft. El Alfa)
- 2024 – Clear the Smoke
- 2024 – Mink
- 2024 – Tough (con Lana Del Rey)
- 2024 – Fly (con Lenny Kravitz)
- 2024 – If I Fall (con Ty Dolla Sign e Are We Dreaming)
- 2024 – 5BRAZY (con Yeat)

#### Collaborazioni
- 2014 – What Are You Thinking? (Mendo Kelly feat. Quavo)
- 2015 – Get Home (J Castro feat. Quavo)
- 2016 – Fuck Cancer (Boosie) (Young Thug feat. Quavo)
- 2016 – Minnesota (Lil Yachty feat. Quavo)
- 2016 – Mr. Perfect (Skippa da Flippa feat. Quavo)
- 2016 – Pick Up the Phone (Young Thug e Travis Scott feat. Quavo)
- 2016 – Swervin Down (Skippa da Flippa feat. Quavo)
- 2016 – Castro (Yo Gotti feat. Quavo)
- 2017 – Good Drank (2 Chainz feat. Quavo)
- 2017 – Congratulations (Post Malone feat. Quavo)
- 2017 – The Let Out (Jidenna feat. Quavo)
- 2017 – Want Her (Mustard feat. Quavo)
- 2017 – Wind Up (Keke Palmer feat. Quavo)
- 2017 – I'm the One (con DJ Khaled feat. Justin Bieber, Chance the Rapper e Lil Wayne)
- 2017 – Trap Paris (Machine Gun Kelly feat. Quavo)
- 2017 – Portland (Drake feat. Travis Scott e Quavo)
- 2017 – RAF (ASAP Mob feat. Quavo)
- 2017 – Strip That Down (Liam Payne feat. Quavo)
- 2017 – Homie Bitch (Lil Durk feat. Quavo)
- 2017 – Know No Better (Major Lazer feat. Travis Scott, Quavo e Camila Cabello)
- 2017 – Believe (A-Trak feat. Quavo)
- 2017 – OMG (Camila Cabello feat. Quavo)
- 2017 – Sway (NexXthursday feat. Quavo)
- 2017 – Forever (Sigma feat. Quavo e Sebastian Kole)
- 2018 – Catch a Body (LIVVIA feat. Quavo)
- 2018 – Savior (Iggy Azalea feat. Quavo)
- 2018 – Pineapple (Ty Dolla Sign feat. Gucci Mane e Quavo)
- 2018 – Boo'd Up (Remix) (Ella Mai feat. Nicki Minaj e Quavo)
- 2018 – VVS (Ufo361 feat. Quavo)
- 2018 – No Brainer (DJ Khaled feat. Justin Bieber, Chance the Rapper e Quavo)
- 2018 – Cupido (Sfera Ebbasta feat. Quavo)
- 2018 – Bigger Than You (2 Chainz feat. Drake e Quavo)
- 2019 – 100 Bands (Mustard feat. Quavo, 21 Savage, YG e Meek Mill)
- 2019 – Chase the Money (E-40 feat. Quavo, Roddy Ricch, ASAP Ferg e Schoolboy Q)
- 2019 – Had Enough (Don Toliver feat. Quavo e Offset)
- 2020 – Intentions (Justin Bieber feat. Quavo)
- 2020 – Big Drip (Remix) (Fivio Foreign feat. Lil Baby e Quavo)
- 2020 – Pussy Talk (Remix) (City Girls feat. Quavo, Jack Harlow e Lil Wayne)
- 2021 – Bad Enough (Alexis Ayaana feat. Quavo)
- 2021 – Alright (HVME e 24kGoldn feat. Quavo)
- 2021 – Shmoney (Bobby Shmurda feat. Quavo e Rowdy Rebel)
- 2022 – Magic City (Fivio Foreign feat. Quavo)
- 2022 – No Más (Murda Beatz feat. Quavo, J Balvin, Anitta e Pharrell Williams)
- 2022 – Toxic (Carson Lueders feat. Quavo)
- 2022 – Don't Rate Me (YoungBoy Never Broke Again feat. Quavo)
- 2023 – Ring Ring (Chase B feat, Travis Scott, Don Toliver, Quavo e Ty Dolla Sign)
- 2024 – What We Doing!?/Qu’est-ce qu’on fait!? (Bushi feat. Quavo)

### Migos
- 2015 – Yung Rich Nation
- 2017 – Culture
- 2018 – Culture II
- 2021 – Culture III

## Riconoscimenti
| Anno | Premi                           | Categoria                       | Canzone                                                                    | Risultato       |
| ---- | ------------------------------- | ------------------------------- | -------------------------------------------------------------------------- | --------------- |
| 2017 | Teen Choice Awardss             | Choice Electronic/Dance Song    | Know No Better (con Major Lazer, Travis Scott e Camila Cabello )           | Vincitore/trice |
| 2017 | Teen Choice Awardss             | Canzone scelta R&B/Hip-Hop      | I'm the One (con DJ Khaled, Justin Bieber, Chance the Rapper e Lil Wayne ) | Vincitore/trice |
| 2017 | MTV Video Music Awards          | Miglior video hip hop           | I'm the One (con DJ Khaled, Justin Bieber, Chance the Rapper e Lil Wayne ) | Candidato/a     |
| 2017 | American Music Award            | Collaborazione dell'anno        | I'm the One (con DJ Khaled, Justin Bieber, Chance the Rapper e Lil Wayne ) | Candidato/a     |
| 2017 | American Music Award            | Canzone preferita - Rap/Hip-Hop | I'm the One (con DJ Khaled, Justin Bieber, Chance the Rapper e Lil Wayne ) | Vincitore/trice |
| 2018 | Nickelodeon Kids 'Choice Awards | Canzone preferita               | I'm the One (con DJ Khaled, Justin Bieber, Chance the Rapper e Lil Wayne ) | Candidato/a     |
| 2018 | Billboard Music Awards          | Top Streaming Song (Audio)      | Congratulations (con Post Malone )                                         | Candidato/a     |
| 2018 | Billboard Music Awards          | Miglior canzone rap             | I'm the One (con DJ Khaled, Justin Bieber, Chance the Rapper e Lil Wayne ) | Candidato/a     |

## Filmografia

### Cinema
- Cash Out - I maghi del furto (Cash Out), regia di Randall Emmett (2024)
- Cash Out 2, regia di Ives (2025)

## Doppiatori italiani
Nelle versioni in italiano delle opere in cui ha recitato, Quavo è stato doppiato da:
- Simone Crisari in Cash Out - I maghi del furto, Cash Out 2